# Відносини Канади та Швейцарії
Канадо-швейцарські відносини — це зовнішні відносини між Канадою та Швейцарією. Обидві країни є членами Франкофонії та ООН.

## Історія
У 1604 р., під час колонізації Канади швейцарські солдати на службі у французької армії прибули на територію Нової Франції. З моменту першого прибуття Канада стала місцем для швейцарських емігрантів. Перші почесні консульства Швейцарії в Канаді були створені в Монреалі (1875), Торонто (1906), Ванкувері та Вінніпезі (1913). Дві країни встановили дипломатичні відносини в 1945 році. У 1947 році Швейцарія відкрила дипломатичну легацію в Оттаві і підняла її до посольства в 1953 році. Того ж року Канада модернізувала свою дипломатичну місію в Берні до посольства.
Канада є другим найважливішим економічним партнером Швейцарії в Америці. На багатосторонніх форумах політика, яку приймають дві країни, як правило, збігається, що призводить до взаємовигідної співпраці. Прямі рейси між обома країнами виконують авіакомпанії Air Canada, Edelweiss Air та Swiss International Air Lines.

## Двосторонні угоди
Обидві держави підписали кілька двосторонніх угод, таких як Договір про дружбу, комерцію та взаємне заснування (1914); Угода про повітряний транспорт (1976); Угода про кінематографічні та аудіовізуальні відносини (1988); Угода про співпрацю з метою використання ядерної енергії в мирних цілях (1989 р.); Договір про взаємну правову допомогу у кримінальних справах (1995); Конвенція про соціальне забезпечення з домовленостями з Квебеком (1995); Договір про екстрадицію (1996); та угода про подвійне оподаткування (1998 р.).

## Постійні дипломатичні представництва
- Посольство Швейцарії в Оттаві
- Канадське посольство в Берні

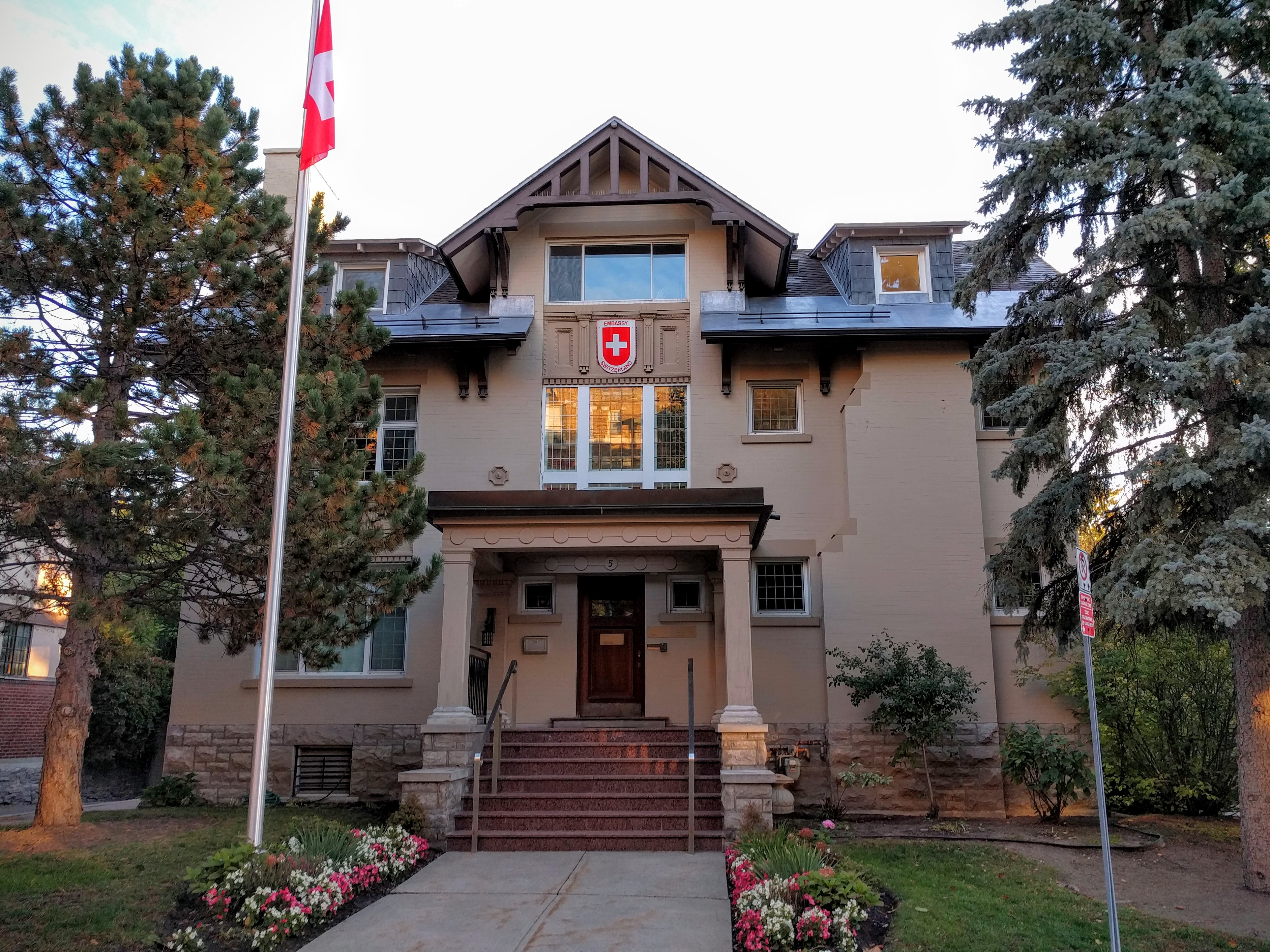
Посольство Швейцарії в Оттаві

Швейцарія має посольство в Оттаві та генеральні консульства в Монреалі та Ванкувері.